# Ryuichi Sugiyama
Ryuichi Sugiyama (Prefectura de Shizuoka, Japó, 4 de juliol de 1941), és un exfutbolista japonès.

## Selecció japonesa
Ryuichi Sugiyama va disputar 56 partits amb la selecció japonesa.